# Burg Weiler (Fischerbach)
Die Burg Weiler, auch Ramsteinweiler genannt, ist eine abgegangene Spornburg auf einer steilen 250 m ü. NN hohen Bergnase beim Ortsteil Weiler der Gemeinde Fischerbach im Ortenaukreis in Baden-Württemberg.
Die Burgstelle befindet sich wenige Meter unterhalb der Kirche St. Michael auf dem Gelände des mittlerweile abgerissenen Gasthauses „Schlossberg“ (Kirchweg 21).
Die Burg wurde vermutlich von den Herren von Weiler erbaut, die 1240 erstmals erwähnt werden, und brannte 1486 ab. Weitere Besitzer stammen aus einem Zweig der Herren von Ramstein, die sich „von Ramsteinweiler“ nannten. Von der ehemaligen Burganlage sind noch Fundamentreste erhalten.

## Geschichte
Als früheste Erwähnung der Ritter von Weiler kann eine Urkunde vom 4. Januar 1240 angenommen werden, in der Albertus de Wilere als Zeuge genannt wird.
Bereits 1275/77 hatte der Ritter Berthold von Ramstein das benachbarte Gut „Eck-Berg“ und wohl auch die Burg als fürstenbergisches Lehen. Er wird noch mehrmals bis 1316 genannt.
1318 bezeugten die „festen“ Hans und Burkart vom Ramstein zu Wiler neben anderen einen Besitzübergang von Gütern im hinteren Fischerbachtal an Tham und Konrad, Söhne des verstorbenen Thamm von Ramstein.
Am 29. November 1358 verlieh König Karl IV. der Elsbeth von Husen, Ehefrau des Tham von Ramstein, das Recht der Nutznießung an dem Burgstall zu Ramstein, womit die benachbarte Burg Fischerbach gemeint war, und an den dabeiliegenden Gütern in Fischerbach und im Tal Röchbach.
1486 wird vermeldet, dass „dem Michel von Ramstein sein Haus“ verbrannt war.
Im Jahre 1501 verkaufte Bernhard von Ramstein „sein Schlößlein Wyler nebst Zubehör“ an die Brüder Jörg und Matern Walther von Eschau. Dieses Schlösslein bestand noch im 16. Jahrhundert, wo es als freier „Sitz Ramsteinweiler“ bezeichnet wurde, als es vom „festen“ Hans Pluiver (Pleyer) im Jahre 1597 erworben wurde.
1633 schließlich ging es im Dreißigjährigen Krieg unter; „ist solch Schlößlein in des Königs uß Schweden Kriegsvölckher [...] abgebrannt worden.“